# Пјано ди Фоло (Ла Специја)
Пјано ди Фоло је насеље у Италији у округу Ла Специја, региону Лигурија.
Према процени из 2011. у насељу је живело 2783 становника. Насеље се налази на надморској висини од 31 м.